# Crécey-sur-Tille
Crécey-sur-Tille är en kommun i departementet Côte-d'Or i regionen Bourgogne-Franche-Comté i östra Frankrike. Kommunen ligger i kantonen Is-sur-Tille som tillhör arrondissementet Dijon. År 2022 hade Crécey-sur-Tille 125 invånare.

## Befolkningsutveckling
Antalet invånare i kommunen Crécey-sur-Tille
Referens:INSEE